# Samarkand
Samarkand (Samarqand in tadžiško Самарқанд, perzijsko سمرقند) iz časa Sogdije: Kamnita trdnjava ali Kamnito mesto) je mesto v jugovzhodnem Uzbekistanu in eno najstarejših neprekinjeno naseljenih mest v Srednji Aziji. Je eno izmed najstarejših mest na svetu in najbolj znano mesto sodobnega Uzbekistana. Je glavno mesto istoimenske regije Samarkand in mesto na ravni okrožja, ki vključuje mestna naselja Kimyogarlar, Farhod in Khishrav. S 551.700 prebivalci (2021) je tretje največje mesto v Uzbekistanu in ima svojo univerzo.
Obstajajo dokazi o človeški dejavnosti na območju mesta, ki segajo v pozno paleolitsko dobo. Čeprav ni neposrednih dokazov o tem, kdaj je bil Samarkand ustanovljen, več teorij predlaga, da je bil ustanovljen med 8. in 7. stoletjem pred našim štetjem. Samarkand, ki je cvetel zaradi svoje lege ob svilni poti med Kitajsko, Perzijo in Evropo, je bil včasih eno največjih mest v Srednji Aziji in pomembno mesto imperijev Velikega Irana. V času Ahemenidskega cesarstva je bil glavno mesto Sogdijske satrapije. Mesto je leta 329 pr. n. št. osvojil Aleksander Veliki, ko je bilo znano kot Markanda, kar se je v grščini prevajalo kot Μαράκανδα. Mestu so vladali iranski in turški vladarji, dokler ga leta 1220 niso osvojili Mongoli pod Džingiskanom.
Mesto je znano kot središče islamskih znanstvenih študij in rojstni kraj timuridske renesanse. V 14. stoletju ga je Timur Lenk postavil za glavno mesto svojega imperija in kraj svojega mavzoleja Gur-e Amir. Mošeja Bibi Kanum, obnovljena v sovjetskem obdobju, ostaja ena najpomembnejših znamenitosti mesta. Samarkandski trg Registan je bil starodavno središče mesta in ga omejujejo tri monumentalne verske stavbe. Mesto je skrbno ohranilo tradicije starodavnih obrti: vezenje, zlatarstvo, tkanje svile, graviranje bakra, keramiko, rezbarjenje in poslikavo lesa. Leta 2001 je UNESCO mesto dodal na seznam svetovne dediščine kot Samarkand – križišče kultur.
Sodobni Samarkand je razdeljen na dva dela: staro mestno jedro, ki vključuje zgodovinske spomenike, trgovine in stare zasebne hiše; in novo mesto, ki je bilo razvito v času Ruskega imperija in Sovjetske zveze ter vključuje upravne stavbe skupaj s kulturnimi centri in izobraževalnimi ustanovami. 15. in 16. septembra 2022 je mesto gostilo vrh ŠOS 2022.
Samarkand ima večkulturno in večjezično zgodovino, ki jo je bistveno spremenil proces nacionalne razmejitve v Srednji Aziji. Mnogi prebivalci mesta so materni govorci tadžiščine ali dvojezični govorci, medtem ko je uzbeščina uradni jezik, ruščina pa se v skladu z jezikovno politiko Uzbekistana pogosto uporablja tudi v javnosti.

## Etimologija
Ime izvira iz iranskih perzijščine in sogdijščine samar za 'kamen, skala' in kand za 'trdnjava, mesto'. V tem pogledu ima Samarkand enak pomen kot ime uzbekistanske prestolnice Taškent, pri čemer je taš- turški izraz za 'kamen', -kent pa turški analog besede kand, izposojene iz iranskih jezikov.
Po mnenju učenjaka Mahmuda al-Kašgharija iz 11. stoletja je bilo mesto v karahanidščini znano kot Sämizkänd (سَمِزْکَنْدْ‎), kar pomeni 'debelo mesto'. Mogulski cesar Babur iz 16. stoletja je mesto omenil tudi pod tem imenom, kastiljski popotnik Ruy González de Clavijo iz 15. stoletja pa je izjavil, da je Samarkand le popačena oblika tega imena.

## Zgodovina

### Zgodnja zgodovina
Samarkand je skupaj z Buharo eno najstarejših naseljenih mest v Srednji Aziji, ki cveti zaradi svoje lege ob trgovski poti med Kitajsko in Evropo. Ni neposrednih dokazov o tem, kdaj je bil ustanovljen. Raziskovalci na Inštitutu za arheologijo v Samarkandu datirajo ustanovitev mesta v 8.–7. stoletje pr. n. št.
Arheološka izkopavanja, izvedena znotraj mestnih meja (Syob in središče mesta) ter v predmestjih (Hodžamazgil, Sazag'on), so odkrila 40.000 let stare dokaze o človeški dejavnosti, ki segajo v zgornji paleolitik. Skupina mezolitskih (12.–7. tisočletje pr. n. št.) arheoloških najdišč je bila odkrita v predmestjih Sazag'on-1, Zamičatoš in Okhalik. Kanala Syob in Darg'om, ki sta oskrbovala mesto in njegova predmestja z vodo, sta se pojavila okoli 7.–5. stoletja pr. n. št. (zgodnja železna doba).
Samarkand je bil že od samega začetka eno glavnih središč sogdijske civilizacije. V času perzijske rodbine Ahemenidov je mesto postalo prestolnica Sogdijske satrapije.

### Helenistično obdobje
Aleksander Veliki je osvojil Samarkand leta 329 pr. n. št. Grki so mesto poznali kot Marakanda (Μαράκανδα). Pisni viri ponujajo majhne namige o poznejšem sistemu vladanja. Omenjajo nekega Orepija, ki je postal vladar »ne od prednikov, ampak kot Aleksandrovo darilo«.
Medtem ko si je Samarkand med Aleksandrovim začetnim osvajanjem utrpel znatno škodo, si je mesto hitro opomoglo in zacvetelo pod novim helenističnim vplivom. Pojavile so se tudi pomembne nove gradbene tehnike. Podolgovate opeke so nadomestile kvadratne, uvedene pa so bile tudi vrhunske metode zidanja in ometavanja.
Aleksandrova osvajanja so v Srednjo Azijo uvedla klasično grško kulturo in nekaj časa je grška estetika močno vplivala na lokalne obrtnike. Ta helenistična zapuščina se je nadaljevala, ko je mesto v stoletjih po Aleksandrovi smrti postalo del različnih držav naslednic, grškega Selevkidskega cesarstva, grško-baktrijskega kraljestva in Kušanskega cesarstva (čeprav so Kušani sami nastale v Srednji Aziji). Potem ko je Kušanska država v 3. stoletju našega štetja izgubila nadzor nad Sogdijo, je Samarkand kot središče gospodarske, kulturne in politične moči začel upadati. Bistveneje je oživel šele v 5. stoletju.

### Sasanidsko obdobje
Samarkand so okoli leta 260 n. št. osvojili perzijski Sasanidi. Pod sasanidsko oblastjo je regija postala bistveno središče manihejstva in je olajšala širjenje religije po vsej Srednji Aziji.

### Heftaliti in obdobje Turškega kaganata
Med letoma 350 in 375 n. št. so Samarkand osvojila nomadska plemena Ksionitov, katerih izvor ostaja sporen. Preselitev nomadskih skupin v Samarkand potrjuje arheološko gradivo iz 4. stoletja. Kultura nomadov iz porečja Srednje Sirdarje se širi v regiji. Med letoma 457 in 509 je bil Samarkand del Kidaritske države.
Ko so Heftaliti (beli Huni) osvojili Samarkand, so ga nadzorovali, dokler ga Göktürki v zavezništvu s sasanidskimi Perzijci niso osvojili v bitki pri Buhari, okoli leta 560 n. št.
Sredi 6. stoletja je na Altaju nastala turška država, ki jo je ustanovila rodbina Ašina. Nova državna tvorba se je poimenovala prvi Turški kaganat po ljudstvu Turkov, ki jim je na čelu stal vladar – kagan. Med letoma 557 in 561 je bil imperij Heftalitov poražen zaradi skupnih dejanj Turkov in Sasanidov, kar je privedlo do vzpostavitve skupne meje med obema imperijema.
V zgodnjem srednjem veku je bil Samarkand obdan s štirimi vrstami obrambnih zidov in je imel štiri vrata.
Na ozemlju Samarkanda so raziskali starodavni turški grob s konjem. Izvira iz 6. stoletja.
V času vladarja Zahodnega turškega kaganata, Tong Jabghu Kagana (618–630), so se vzpostavili družinski odnosi z vladarjem Samarkanda – Tong Jabghu Kagan mu je dal svojo hčer.
Nekateri deli Samarkanda so krščanski že od 4. stoletja. V 5. stoletju je bila v Samarkandu ustanovljena nestorijanska stolica. Na začetku 8. stoletja se je preoblikovala v nestorijansko metropolijo. Med sogdijskimi privrženci krščanstva in manihejstva so se pojavile razprave in polemike, kar se odraža v dokumentih.

### Zgodnje islamsko obdobje
Vojske Omajadskega kalifata pod vodstvom Kutajbe ibn Muslima so mesto zavzele iz časov dinastije Tang okoli leta 710 n. št. V tem obdobju je bil Samarkand raznolika verska skupnost in dom številnih religij, vključno zaratustrstvo, budizem, hinduizem, manihejstvo, judovstvo in nestorijanskim krščanstvom, večina prebivalstva pa je sledila zaratustrstvu.
Kutajba na splošno ni naseljeval Arabcev v Srednji Aziji; lokalne vladarje je prisilil, da so mu plačevali davek, vendar jih je večinoma prepustil samim sebi. Samarkand je bil glavna izjema od te politike: Kutajba je v mestu ustanovil arabsko garnizijo in arabsko vladno upravo, njegovi zaratustrski ognjeni templji so bili porušeni in zgrajena je bila mošeja.
Dolgoročno se je Samarkand razvil v središče islamske in arabske izobrazbe. Konec 740-ih let se je v Arabskem kalifatu pojavilo gibanje nezadovoljnih z močjo Omajadov, ki ga je vodil abasidski poveljnik Abu Muslim, ki je po zmagi vstaje postal guverner Horasana in Maverannahra (750–755). Za svoje prebivališče si je izbral Samarkand. Njegovo ime je povezano z gradnjo večkilometrskega obrambnega zidu okoli mesta in palače.[38]
Legenda pravi, da so med abasidsko vladavino od dveh kitajskih ujetnikov iz bitke pri Talasu leta 751 dobili skrivnost izdelave papirja, kar je privedlo do ustanovitve prve papirnice v islamskem svetu v Samarkandu. Izum se je nato razširil v preostali islamski svet in od tam v Evropo.
Abasidski nadzor nad Samarkandom je kmalu izginil in so ga je nadomestili Samanidi (875–999), čeprav so bili Samanidi med svojim nadzorom nad Samarkandom še vedno nominalni vazali kalifa. Pod samanidsko vladavino je mesto postalo prestolnica samanidske rodbine in še pomembnejše vozlišče številnih trgovskih poti. Samanide so okoli leta 999 strmoglavili Karahanidi. V naslednjih 200 letih je Samarkandu vladalo zaporedje turških plemen, vključno s Seldžuki in Horezmčahi.
Perzijski avtor Istakhri iz 10. stoletja, ki je potoval po Transoksaniji, živo opisuje naravno bogastvo regije, ki jo imenuje Smarkandski Sogd:
Ne poznam kraja v njem ali v samem Samarkandu, kjer, če se povzpnemo na neko dvignjeno območje, ne bi videli zelenja in prijetnega kraja, in nikjer v bližini ni gora brez dreves ali prašne stepe ... Samakandski Sogd ... [se razteza] osem dni potovanja skozi neprekinjeno zelenje in vrtove ... Zelenje dreves in posejane zemlje se razteza vzdolž obeh strani reke [Sogd] ... in onkraj teh polj je pašnik za črede. Vsako mesto in naselje ima trdnjavo ... Je najbolj rodovitna od vseh Alahovih dežel; v njej so najboljša drevesa in sadje, v vsakem domu so vrtovi, cisterne in tekoča voda.

### Karahanidsko (Ilek-Khanidsko) obdobje (11.–12. stoletje)
Po padcu Samanidske države leta 999 jo je nadomestila Karahanidska država, kjer je vladala turška rodbina Karahanidi. Potem ko se je država Karahanidov razdelila na dva dela, je Samarkand postal del Zahodnega Karahanidskega kaganata in je bil od leta 1040 do 1212 njegovo glavno mesto. Ustanovitelj Zahodnega Karahanidskega kaganata je bil Ibrahim Tamgač Kan (1040–1068). Prvič je v Samarkandu z državnimi sredstvi zgradil medreso in podpiral razvoj kulture v regiji. Med njegovo vladavino sta bili v Samarkandu ustanovljeni javna bolnišnica (bemoristan) in medresa, kjer so poučevali tudi medicino.
Spominski kompleks Šah-i-Zinda so v 11. stoletju ustanovili vladarji rodbine Karahanidov.
Najbolj presenetljiv spomenik iz obdobja Karahanidov v Samarkandu je bila palača Ibrahima ibn Huseina (1178–1202), ki je bila zgrajena v citadeli v 12. stoletju. Med izkopavanji so odkrili fragmente monumentalnega slikarstva. Na vzhodni steni je bil upodobljen turški bojevnik, oblečen v rumen kaftan in z lokom v roki. Tukaj so bili upodobljeni tudi konji, lovski psi, ptice in ženske iz tistega obdobja.

### Mongolsko obdobje
Mongoli so leta 1220 osvojili Samarkand. Džuvajni piše, da je Džingiskan pobil vse, ki so se zatekli v citadelo in mošejo, mesto popolnoma izropal in vpoklical 30.000 mladeničev skupaj s 30.000 obrtniki. Samarkand je kan Barak vsaj še enkrat oropal, da bi dobil zaklad, ki ga je potreboval za plačilo vojske. Do leta 1370 je ostal del Čagatajskega kanata (enega od štirih mongolskih nasledniških kraljestev).
Potovanja Marka Pola, kjer Polo beleži svoje potovanje po svilni poti konec 13. stoletja, opisujejo Samarkand kot »zelo veliko in sijajno mesto ...«
Območje Jeniseja je imelo skupnost tkalcev kitajskega porekla, Samarkand in Zunanja Mongolija pa sta imela obrtnike kitajskega porekla, kot poroča Čangčun. Potem ko je Džingiskan osvojil Srednjo Azijo, so bili za vladne upravitelje izbrani tujci; Kitajci in Kara-Kitaji (Kitani) so bili imenovani za soupravljavce vrtov in polj v Samarkandu, ki jih muslimani niso smeli upravljati sami. Kanat je dovolil ustanovitev krščanskih škofij.

### Timurjeva vladavina (1370–1405)
Ibn Batuta, ki je obiskal Samarkand leta 1333, je Samarkand označil za »eno največjih in najlepših mest ter najpopolnejše med njimi po lepoti«. Omenil je tudi, da so sadovnjaki oskrbovani z vodo po norijah.
Leta 1365 je v Samarkandu prišlo do upora proti mongolski oblasti Čagatajev. Leta 1370 je osvajalec Timur (Timur Lenk), ustanovitelj in vladar Timuridskega cesarstva (1370-1499), Samarkand postavil za svojo prestolnico. Timur je za legitimizacijo uporabil različna orodja, vključno z urbanističnim načrtovanjem v svoji prestolnici Samarkand. V naslednjih 35 letih je obnovil večino mesta in ga naselil z odličnimi obrtniki in mojstri z vsega cesarstva. Timur si je pridobil sloves mecena umetnosti, Samarkand pa je postal središče regije Transoksanija. Timurjeva predanost umetnosti je očitna v tem, kako je v nasprotju z neusmiljenostjo, ki jo je izkazoval do svojih sovražnikov, izkazoval usmiljenje do tistih s posebnimi umetniškimi sposobnostmi. Življenja umetnikov, obrtnikov in arhitektov so bila prizanesena, da so lahko izboljšali in polepšali Timurjevo prestolnico.
Timur je bil tudi neposredno vpleten v gradbene projekte, njegove vizije pa so pogosto presegale tehnične sposobnosti njegovih delavcev. Mesto je bilo v nenehni gradnji in Timur je pogosto ukazal hitro gradnjo in prenovo stavb, če ni bil zadovoljen z rezultati. Po njegovih ukazih je bilo do Samarkanda mogoče priti le po cestah; izkopali so globoke jarke, obzidje z obsegom 8 km pa je ločevalo mesto od okoliških sosedov. V tem času je mesto imelo približno 150.000 prebivalcev.
Kastiljski veleposlanik Henrika III. Ruy Gonzalez de Clavijo, ki je bil med letoma 1403 in 1406 nameščen v Samarkandu, je pričal o neskončni gradnji, ki je potekala v mestu. »Mošeja, ki jo je zgradil Timur, se nam je zdela najplemenitejša od vseh, ki smo jih obiskali v mestu Samarkand.«

### Ulugbegovo obdobje (1409–1449)
Med letoma 1417 in 1420 je Timurjev vnuk Ulugh Beg v Samarkandu zgradil medreso, ki je postala prva stavba v arhitekturnem ansamblu Registana. Ulugh Beg je v to medreso povabil veliko število astronomov in matematikov islamskega sveta. Pod Ulughbegom je Samarkand postal eno od svetovnih središč srednjeveške znanosti. V prvi polovici 15. stoletja je okoli Ulugh Bega nastala cela znanstvena šola, ki je združevala ugledne astronome in matematike, med njimi Gijasedin al-Kaši, Kadi Zada al-Rumi in Ali Kušči. Ulugbegovo glavno zanimanje za znanost je bila astronomija, zato je leta 1428 zgradil observatorij. Njegov glavni instrument je bil stenski kvadrant, ki je bil edinstven na svetu. Znan je bil kot Fakhri sekstant in je imel polmer 40 metrov. Lok, ki ga vidimo na sliki na levi, je bil natančno izdelan s stopniščem na obeh straneh, ki je omogočalo dostop pomočnikom, ki so izvajali meritve.

### 16.–18. stoletje
Leta 1500 so nomadski uzbeški bojevniki prevzeli nadzor nad Samarkandom. Približno v tem času so se kot voditelji mesta pojavili Šajbanidi. Leta 1501 je Samarkand dokončno zavzel Mohamed Šajbani iz uzbeške rodbine Šajbanidov in mesto je postalo del novo ustanovljenega Buharskega kanata. Samarkand je bil izbran za glavno mesto te države, v kateri je bil kronan Mohamed Šajbani Kan. V Samarkandu je ukazal zgraditi veliko medreso, kjer je kasneje sodeloval v znanstvenih in verskih sporih. Prva datirana novica o medresi Šajbani Kana sega v leto 1504 (v letih sovjetske oblasti je bila popolnoma uničena). Mohamed Salih je zapisal, da je Šejbani Kan v Samarkandu zgradil medreso, da bi ohranil spomin na svojega brata Mahmuda Sultana.
Fazlalah ibn Ruzbihan v delu Mikhmon-namei Bukhara izraža svoje občudovanje nad veličastno stavbo medrese, njeno pozlačeno streho, visokimi hudžrami, prostornim dvoriščem in citira verz, ki hvali medreso. Zajn ad-din Vasifi, ki je nekaj let pozneje obiskal medreso Šejbani kana, je v svojih spominih zapisal, da so veranda, dvorana in dvorišče medrese prostorni in veličastni.
Abdulatif Kan, sin vnuka Mirza Ulugbeka Kučkundži Kana, ki je vladal v Samarkandu od leta 1540 do 1551, je veljal za strokovnjaka za zgodovino Maverannahra in rodbine Šibanid. Pokroviteljsko je podpiral pesnike in znanstvenike. Abdulatif Kan je sam pisal poezijo pod literarnim psevdonimom Khuš.
Med vladavino aštarkhanidskega imama Kuli Kana (1611–1642) so bile v Samarkandu zgrajene znane arhitekturne mojstrovine. V letih 1612–1656 je guverner Samarkanda, Jalangtuš Bahadur, zgradil katedralno mošejo, medreso Tilja Kari in medreso Šerdor.
Vodni most Zarafšan je opečni most, zgrajen na levem bregu reke Zarafšan, 7–8 km severovzhodno od središča Samarkanda, ki ga je zgradil Šajbani Kan na začetku 16. stoletja.
Po napadu afšar šahanšaha Nader Šaha je bilo mesto v zgodnjih 1720-ih zapuščeno. Od leta 1599 do 1756 je Samarkandu vladala aštrahanidska veja Buharskega kanata.
- Ulug begova medresa
- Medresa Šerdor
- Medresa Tilja Kari
- Dvorišče Ulug begove medrese
- Tiger na ivanu medrese Šerdor

### Sodobnost
Leta 1868 so Samarkand osvojili ruski vojaki in ga vključili v Ruski imperij.
V letih 1925-1929 je bil glavno mesto Uzbekistanske RVS. Tudi po tem, ko je bilo glavno mesto preseljeno v Taškent, je Samarkand še naprej igral pomembno vlogo v kulturnem in gospodarskem življenju v regiji. Po razglasitvi Uzbekistanske neodvisnosti leta 1991, postane Samarkand pomembno industrijsko, kulturno in turistično središče nove države.
Leta 2001 je bil Samarkand vpisan na seznam UNESCO-ve svetovne dediščine. 2750 obletnico mesta je praznoval na mednarodni ravni pod okriljem Unesca leta 2007.

## Samarkand v zgodovini Velike svilne poti
Ker je imel ugodno lego na Veliki svilni poti, je imel Samarkand od nekdaj poseben pomen med politiki, poslovneži in popotniki.
Ta največja trgovska trans-kontinentalna pot v zgodovini človeštva, je povezovala Evropo in Azijo in se je v antiki raztezala od Rima do starodavne prestolnice Japonske, do Nare.
Pomembno je poudariti, da ta pot ni bila nikoli ena sama pot, ampak je vključevala različne poti, ki so se cepile kot krona mogočnega drevesa. Ena od glavnih poti, ki je prečkala Azijo od vzhoda do zahoda je imela začetek v prestolnici antične Kitajske v Čangan-u, šla na severozahodno mejo in prečkala gorovje Tjanšan. Del karavan je prečkalo Fergansko dolino in preko Taškenta prečkalo oaze Samarkanda, Buharae, Horezma in potovalo naprej do obal Kaspijskega jezera in Črnega morja, do držav okrog Volge in Kavkaza.
Vzpostavitev trgovinskih vezi je v veliki meri pripisati odkritju poldragih kamnov v kamnolomih v gorah osrednje Azije, ki so omogočili pridobivanje lazuritov, nefritov, karneolov in turkizov.
Kot že ime pomeni, je bil glavni cilj trgovanje s svilo, zelo cenjeno po vsem takratnem svetu. V zgodnjem srednjem veku je bila svila celo bolj cenjena kot zlato. V Sogdiji je bila cena konja enaka ceni 10 kosov svile. Svila je bila valuta za opravljeno delo, za vzdrževanje uslužbencev in se je lahko uporabljala za poplačilo kazni za storjena kazniva dejanja.
Beneški trgovec Marco Polo je prvi imenoval karavanske poti kot »svilena pot«, prav tako je bil prvi Evropejec, ki je dosegel meje kitajskega cesarstva. Izraz Velika svilna pot pa je bil vnesen v leksikone leta 1877, kamor ga je zapisal nemški raziskovalec Ferdinand Richthofen v svojem temeljnem delu Kitajska.
Velika svilna pot ni bila le blagovna pot za karavanske poti ampak je bila tudi pot za širjenje kulturnih dosežkov različnih narodov, njihovih intelektualnih vrednot in verskih prepričanj. Končno so skozi stoletja po njej potovali svetovno znani znanstveniki, raziskovalci in bojevniki.
V sodelovanju z UNESCO-m je bil izdelan poseben dolgoročni program, ki obsega predloge o obnovi zgodovinske dediščine. Leta 1994 je bila v ta namen podpisana Samarkandska deklaracija Renaissance Great Silk Road.

## Geografija
Samarkand je v jugovzhodnem Uzbekistanu, v dolini reke Zarefšan, zato razpolaga z bogatimi naravnimi viri predvsem vodo ter ima tudi ključno lokacijo na trgovskih poteh v Srednji Aziji. Je 135 km od Karšija. Cesta M37 povezuje Samarkand z Buharo, ki je oddaljena 240 km. Cesta M39 ga povezuje s Taškentom, ki je oddaljen 270 km. Meja s Tadžikistanom je od Samarkanda oddaljena približno 35 km; tadžikistanska prestolnica Dušanbe je od Samarkanda oddaljena 210 km. Cesta M39 povezuje Samarkand z Mazar-i-Sharifom v Afganistanu, ki je oddaljen 340 km.
Reka Zerafšan je zelo vodnata, saj jo napaja sneg iz gora na jugu in vzhodu, izliva pa se v Amu Darjo. Vladarji v Samarkandu so zgradili zapleteno omrežje namakalnih kanalov in tako zagotovili vir za razvoj kmetijstva.

### Podnebje
Samarkand ima hladno polsušno podnebje (Köppnova podnebna klasifikacija: BSk) z vročimi, suhimi poletji in relativno vlažnimi, spremenljivimi zimami, v katerih se izmenjujejo obdobja toplega vremena z obdobji hladnega vremena. Julij in avgust sta najbolj vroča meseca v letu, s temperaturami, ki dosežejo in presegajo 40 °C. Padavin je od junija do oktobra malo, vendar se od februarja do aprila povečajo do največje količine. Januar 2008 je bil še posebej hladen; temperatura je padla na −22 °C.

## Znamenitosti

### Trg Registan
Trg Registan (peščeno mesto) je srce Samarkanda. Bil je središče obrti in trgovine že mnogo pred napadom Mongolov.
Kompleks Registan sestavljajo Ulugbegova medresa (1417-1420), Tilja Kari (1646–1660) in Šer-Dor (1619-1636). Medresa je bila muslimanska izobraževalna ustanova, kjer so se usposabljali duhovniki, državniki in znanstveniki.
V 14. in začetku 15. stoletja je postal Registan uradni center Samarkanda. Takrat je do trga pripeljalo šest glavnih ulic v radialnih smereh. V podaljšku ene od ulic stoji velika kupola zgrajena v imenu Tuman-ake, Amir Timurjeve žene.
Za Ulugbegovo medreso (1409–1449) se od Registana do bazarja razteza ceremonialni del trga. Sledijo trije novi objekti postavljeni vzdolž oboda trga: veličastna medresa zgrajena na zahodni strani, medtem ko je karavanseraj (zavetišče za popotnike in trgovce) zgrajen na severnem delu. Sufi khanak (samostan za derviše) je na vzhodni strani trga. Bobur, kupola khanaka, je bila zelo visoka.
Z dokončanjem trga Registan v 14.–15. stoletju se je mestna arhitektura razvila in obogatila. Trg je postal središče gospodarskega, političnega in kulturnega življenja v mestu. V 17. stoletju je bil na ukaz Yalangtush Bahadurja (namestnika kana Bokharana iz Samarkanda) Registan v celoti obnovljen.  V letih 1619-1636 je bil zgrajen Ulugbegov khanak in medresa Šer-Dor in v letih 1646-1660 na mestu karavansarajev še medresa Tilja Kari.
Kompleks treh medres je edinstven primer urbanizma in odličen model arhitekturne zasnove glavnega trga v mestu.

### Ulugbegova medresa (1417–1420)
Ulugbegova medresa je bila že od samega začetka glavna verska institucija v Samarkandu in edinstvena univerza v srednjem veku. Prvotno je imela 50 hujras (celic), ki so služile kot stanovanje za več kot 100 študentov. Poleg teologije so poučevali še matematiko, astronomijo in filozofijo. Predavali so najbolj ugledni znanstveniki tistega časa Kazi-Zadeh Rumi, Ghijasadin Džemšid Kašij, Kušči, Mohammad Havafi in drugi. Na tej ustanovi je študiral tudi Abdurakhman Džami, vidni Tadžiški pesnik, znanstvenik in filozof. Po pisnih virih, je Ulug Beg osebno predaval o matematiki.
Arhitektura stavbe kaže na visoko raven znanja njenih ustvarjalcev. Avtor projekta je bil arhitekt Šahrukh, Ulugbegov oče, ter Kavamadin Šerazi, ki je ustvaril slavni kompleks v Heratu in medreso v Hargirdu.
Dimenzije Ulugbegove medrese (81 x 51 m, samo dvorišče 30 x 30 m) so primerljive z največjimi cesarskimi Timurjevimi stavbami. Glavna fasada, ki gleda na trg je sestavljena iz portala, dveh minaretov in povezovalnih zidov, nad katerimi se dvigajo mogočne kupole. Spiralni okras stavbe poudarja simetrijo in dimenzijo minaretov in ustvarja občutek letenja v nebo. Dekor zunanje in notranjih fasad je bogat in raznolik. Stavba je znana po svojih marmornih ploščah na tleh, izklesanih v kompozitnih mozaikih in majolika ploščah z geometrijskimi, vegetativni in epigrafskimi vzorci. Mozaik plošče nad vhodnim lokom so še posebej učinkovite, saj simbolno predstavljajo stilizirano zvezdno nebo.
Medresa je bila do začetka 20. stoletja hudo uničena. Obnovitvena dela so opravili v letih 1930–1990.

### Medresa Šerdor (1619–1636)
Jalangtush Bahadur je bil odločen vodja, pameten politik, vodja velike neodvisne kneževine in namestnik kana Bokharana v Samarkandu. Na mestu razpadajočega in uničenega Ulugbegovega khanaka, je dal Jalangtush zgraditi medreso, ki skoraj v celoti posnema fasado nasproti stoječe Ulugbegove medrese, je istih dimenzij, razporeda na portalu z minaretom in rebrasto kupolo na vsaki strani.
Hokim (župan) Samarkanda se je odločil vrniti mestu slavo arhitekturnih mojstrovin. Temelj medrese Šerdor je 1,5 metra višji od nivoja trga Ulugbegove medrese. Dimenzije celotne medrese so 70 x 56 m in dvorišča 30 x 38 m. Sestava dvorišča je tradicionalna. V dveh nadstropjih so hujras (celice) za študente, 4 ivani in 2 darskhanas (učilnice). Medresa Šerdor je bila zgrajena v slogu Koš (kompozicija z dvema nasprotnima stavbama). Druge fasade imajo 54 hujras in so jih postavili z bolj razvitimi metodami tehnologije gradnje. Ob sprednji fasadi sta minareta, medtem ko sta druga dva vogala okrašena z masivnimi stolpi.
Dekorativna sestava nad obokom portala je še ena posebnost medrese. Na desni in levi strani portala je heraldični simbol črtastega tigra, ki preganja jelenovega mladiča. Par sonc nad njihovimi hrbti ima človeške obraze. Ta dva tigra sta dala ime Šerdor. Zunanje in notranje fasade so urejene na neverjetno ustvarjalen način. Prekrite so z glaziranimi ploščicami, odličnimi modeli mozaikov in s pozlačenimi slikami. Mozaik plošče na dvoriščnih lokih so sestavljene iz številnih dvojnih cvetov in popkov, ki tvorijo kompleksno pisan okrasni vzorec. Motiv na plošči z lepimi šopki cvetja v cvetličnih vazah simbolizira 'drevo življenja', ki se pogosto uporablja v arhitekturni kot okras.

### Medresa Tilja Kari (1646 - 1660)
Deset let po izgradnji medrese Šer-Dor, Yalangtush Bahadur začne novo gradnjo, kombinacijo medrese in Petkove mošeje, ki je dobila ime Tilja Kari (1646-1660). Ta stavba je zaključila zasnovo trga Registan.
Da bi dosegli enotnost med vsemi konstrukcije na trgu, je bila arhitektura medrese Tilja Kari oblikovana v skladu z obstoječimi zgradbami. Fasada je bila malo razširjena, da bi ustvarili vizualno zaprt prostor. Arhitektura pročelja Tilja Kari je vredna ozadja za obe medresi, ki stoji nasproti druga drugi.
Medresa ne leži na glavni osi, temveč na zahodni strani zaprtega dvorišča z enonadstropnimi hujras. Široko dvorišče s štirimi ayvans je obdano s celicami. Zahodni del konstrukcije je kupola mošeje z dvema sosednjimi galerijama, medtem ko je središče kompleksa trg s križnimi sobami. Notranjost mošeje je urejena v slogu kundal, ki slovi po bogato pozlačenem okrasju in ozadju. Tudi mihrab (niša za molitev kaže smer Meke) in minbar (tribuna za imama) sta pozlačena. Stropne reliefne poslikave v koncentričnih krogih v osrednji dvorani so razkošne in bogate. Ta razkošna dekoracija je dala ime medresi Tilja Kari in pomeni 'zlato prevlečeno'.
Zunanje in notranje fasade so iz opečnih mozaikov in majolike z geometrijskimi, vegetativni in epigrafskimi vzorci. Masivna lesena vrata so okrašena z vegetativnim in epigrafskim okrasjem.
- Medresa Tilja Kari na trgu Registan v Samarkandu
- Detajl notranjosti medrese Tilja Kari
- Mošeja Bibi Kanum - vhodni portal
- Zunanjost mavzoleja Gur-e Amir
- Nagrobniki v mavzoleju Gur-e Amir

### Mošeja Bibi Kanum
»Njena kupola bi bila enkratna, če nebo ne bi bilo njena kopija, njen obok bi bil enkraten, če Via lactea (Rimska cesta) ne bi bila njegova tekmica.«
Bibi Kanum je največja mošeja v Srednji Aziji in ena največjih mošej v celotnem muslimanskem svetu. Po izkopavanjih, so njene dimenzije okoli 100 x 140 metrov. Za primerjavo, dimenzije mošeje Khasan v Kairu (ki je bila prav tako zgrajena v 14. stoletju) so 60 x 120 m. Ali pa, če pogledamo v zahodno Evropo, gotska Milanska stolnica, ki je ena največjih stolnic iz tega časa, je skoraj enako velika kot mošeja Bibi Kanum.
Mošeja Bibi Kanum (v prevodu najstarejša žena) je bila zgrajena za najstarejšo Timurjevo ženo, Saraja Mulk Khanim. Za stavbo se uporablja tudi ime mošeja Džuma iz Samarkanda, kamor je na tisoče moških muslimanov hodilo k molitvi. V resnici je bila mošeja zgrajena leta 1399–1404 na ukaz Amir Timurja, po vrnitvi iz enega od indijskih pohodov.
Mošeja Bibi Kanum je bila namenjena kot tekmec vsem, kar jih je kdaj videl v drugih državah. Pri gradnji so sodelovali arhitekti, umetniki in obrtniki iz različnih držav in uporabljali svoje bogate izkušnje in tradicijo in ustvarili ta veličasten kompleks.
Ogromno število zgodovinarjev, arheologov in umetnostnih kritikov je imelo priložnost, da si je predstavljalo prvotni videz. Do danes so ohranjeni: portal na dvorišču mošeje, majhni mošeji na vsaki strani in minaret. Veliko dvorišče je bilo prekrito z marmornimi ploščami in obdano z galerijo za romarje. Vhod na dvorišče je bil zasnovan v obliki portala in dveh okroglih minaretov višine 50 m. Fasada glavne mošeje je tudi okrašena z veličastnim portalom z dvema minaretoma. Zunanjost vseh sob je bila bogato okrašena z večbarvnimi glaziranimi ploščicami ter z opeko zapletenih geometrijskih oblik in verskih aforizmov. Razkošna in bogata notranjost je bila okrašena z majolika mozaiki, marmorjem, izklesanimi črkami in pozlačenimi vzorci.
Do začetka leta 2003 je bila obnova zaključena, dela so se izvajala pod vodstvom glavnega inženirja Khodikhon Akobirova.

### Mavzolej Gur-e Amir
Mavzolej Gur Emir (prevedeno 'grob vladarja') je kraj, kjer so pokopani Timur, njegovi sinovi in vnuki. Prvotno je bil zgrajen mavzolej le za Timurjevega vnuka sultana Mohameda, ki je umrl med vojaško akcijo leta 1403. Smrt sultana Mohameda je bila za Timurja velika tragedija. Sultan Mohamed se je rodil v družini Džehanghir, starejšemu Timurjevemu sinu in je veljal za prestolonaslednika.
Mavzolej (celotna površina znaša 79,5 x 51,7 m) stoji v jugovzhodnem delu Samarkanda. Obsega medreso in Sufi khanak. Vse stranice okoli dvorišča so dekorirane z neprekinjenimi oboki, pilastri in štirimi dvostopenjskimi minareti na vogalih. Ti objekti so bili odkriti med arheološkimi izkopavanji.
Notranjost mavzoleja je okrašena z oblikovalskimi metodami, ki so bile značilne za 14.–15. stoletje: trdni dekorativni premazi, bogastvo in razkošje vzorcev in barv. Velike plošče iz zelenega oniksa so uporabljene za podlago okrasnim modrim in pozlačenim napisom. V marmornih ploščah na stenah so napisani napisi in pozlata, medtem ko so ostali deli stene prekriti z velikimi ploščami z zvezdastimi girih. Loki in notranja kupola so okrašeni z visokim reliefom iz papirne kaše, pozlačeni in pokriti z majhnimi cvetličnimi okraski. Notranjost je okrašena z lesenimi vrati s čudovito rezbarijo, biserovino in srebrom in barvitim rdečim, modrim, vijoličnim, zelenim in rumenim barvnim okenskim steklom.
Arhitekturni kompleks z modro kupolo vsebuje sarkofage Timurja, njegovih sinov Šahrukh Mirza in Miranšah, vnuka sultana Mohameda in njegovega pravnuka. Ob Timurjevem vznožju je Ulugbegov grob. Največji nagrobnik v mavzoleju pripada Timurjevemu duhovnemu učitelju Mir Baraku. Vsak sarkofag je iz marmorja, le Timurjev je iz trdnega bloka temno zelenega žada, ki je bil dodan pod vlado Ulug bega. Okrašeni izklesani nagrobniki v notranjem prostoru mavzoleja zgolj kažejo na lokacijo dejanskih grobov, ki ležijo v kripti neposredno pod glavno sobo.

### Šah-i-Zinda
Slikovit spominski kompleks, Šah-i-Zinda se pogosto šteje za arhitekturni biser Samarkanda. Kompleks spomenikov (nagrobnikov) je nastal sredi 11. stoletja v bližini zidovja Afrosiaba. Mavzolej nad grobom preroka Kusam Ibn Abasa je služil kot temelj za pokopališče Šah-i-Zinda.
Zgrajeni v različnih obdobjih, so mavzoleji mešanica in slikovita sestava stavb, razvrščenih ob ozki srednjeveški ulici, kjer se opravlja ziarat (čaščenje na glavnem grobu). Proces izgradnje je trajal skoraj 9 stoletij. Ohranjeni del stavb vključuje več kot 20 mavzolejev. Ta kompleks predstavlja ne samo mojstrski način gradnje mavzolejev v Samarkandu, temveč prikazuje tudi celoten razvoj in oblikovanje šole Maverounnahr, so pa tudi spomeniki dekorativne in uporabne umetnosti v Srednji Aziji.
Kompleks je sestavljen iz treh skupin objektov: nižjih, srednjih in višjih, ki so povezani z obokanimi kupolami (čartak).
Prvi objekti segajo v 11.–12. stoletje. Od takrat so se ohranili le temelji, deli sten in oboki. Glavna skupina stavb sega v 14.–15. stoletja. Osrednji del predstavlja mavzolej Kusam Ibn Abasa (11.–15. stoletje) in je v severovzhodnem delu kompleksa. Vse stavbe te skupine - mošeje, mavzoleji, čiliahana (prostor za 40-dnevni post) in drugi prehodi, so bile zgrajene v različnih obdobjih. Keramični nagrobnik Kusam Ibn Abasa se je pojavil v letu 1480 v času Timurja in je glavni okras mavzoleja. To je ena od mojstrovin spretnih srednjeazijskih keramičarjev. Stranice so prekrite z majoliko, kjer se pozlačeni vegetativni okraski prepletajo z bogato okrašenim napisom tekstov iz Korana.
Zgornjo skupino stavb sestavljajo trije mavzoleji obrnjeni drug proti drugemu. Najprej je mavzolej Khodja Akhmada (40 leta 14. stoletja), ki zaključuje ulico s severa. Mavzolej iz leta 1361 na desni pa meji na isti del na vzhodu. Na zahodni strani je še kompleks, zgrajen za Timurjevo ženo Tuman-aka iz začetka 15. stoletja. Ta kompleks je sestavljen iz treh sob - mavzoleja, mošeje in hujre.
Srednja skupina je sestavljena iz mavzolejev iz zadnje četrtine 14. stoletja in prve polovice 15. stoletja in je povezana z imeni Timurjevih sorodnikov ter vojaške in duhovniške aristokracije. Na zahodni strani izstopa mavzolej Šadi Mulk-aka, Timurjeve nečakinje. Portal kupolaste grobnice je oblikovan iz terakote in majolike. Poslikane 'preproge' trakov konča napis in dekorativna plošča z ločnimi figuricami. Okras celotne notranjosti, od temeljev do kupole, je zelo bogat. Nasproti je mavzolej Širin Bika-ake, Timurjeve sestre. Portal je prekrit z globoko modrimi sestavljenimi mozaiki. Mavzolej Širin-Bika-ake ima obliko oktaedra in je edinstvena grobnica iz prve polovice 15. stoletja. Vhodni portal (1434–1435) je bil zgrajen po naročilu malega Ulugbegovega sina Abdul Aziza in zaključuje kompleks. Portal je okrašen z opeko in kašin mozaiki in ima napis o naročniku gradnje.

### Mavzolej Khoja Danijar (sveti Daniel)
Mavzolej Khoja Danijar (svetega Daniela) je na severni strani hriba Afrosiab, ob starem Samarkandskem zidu, v bližini majhne reke Siab. Ta čudoviti mavzolej, ki je bil obnovljen v začetku 20. stoletja, je bil postavljen nad pokopanim prerokom. To je eden izmed najbolj svetih krajev v Samarkandu, kjer je bil zaznan koranski in svetopisemski lik preroka Danijarja (Daniel ali hodža Danijar na vzhodu) in je tukaj tudi pokopan Legenda pravi, da je njegove posmrtne ostanke pripeljal sem Amir Timur.
Khoja Danijar je bil plemič in potomec kralja Salomona. Živel je v 4 - 5. stoletju pred našim štetjem in bil v Babilonu v ujetništvu skupaj z drugimi Judi, ko je Jeruzalem osvoji Nebukadnezar II. leta 586 pred našim štetjem. Bog je obdaril Daniela s sposobnostjo razumevanja pomena prikazovanj in sanj. Včasih je uporabil to spretnost pri razlaganju sanj Nebukadnezar II.
Mavzolej so zgradili mojstri iz Samarkanda in je s petimi kupolami sodobna stavba. Znotraj je nagrobnik Khoja Danijarja dolg 18 metrov in zavzema skoraj vso notranjost prostora. Arheološka raziskava kaže, da je bil pred gradnjo mavzoleja, nagrobnik pod milim nebom. Domnevajo, da je bilo prvotno pokopališče pokrito z rečnimi kamni. Poleg tega podatki iz preteklosti kažejo, da je bil grob obnovljen, saj so bili sveti simboli na zgornjem delu in s tem pokazali, kje je prerokov grob.
Ob mavzoleju je izvir neverjetno okusne in blagoslovljene vode. Vsaka oseba, ki želi pristopiti k mavzoleju mora piti to vodo in izprati vse odprte dele telesa. Ljudje verjamejo, da ta izvir zdravi ne le telo ampak tudi dušo. Mavzolej je zato predmet romanja tako za lokalne prebivalce kot popotnike iz vsega sveta. Leta 1966 je moskovski in patriarh vse Rusije Aieksij II. obiskal mavzolej in ga posvetil. Legenda pravi, da je po tej posvetitvi drevo pistacija, ki raste pred mavzolejem in je bila že mrtva, spet zacvetela.

### Ulugbegov observatorij
Veličastna stavba, eden največjih in najbolje opremljenih observatorijev v srednjem veku, je bil zgrajen po naročilu Ulug Bega na griču Kuhak v letih 1428-1429. Po Ulugbegovi smrti (1449) je bil observatorij uničen in pozabljen. Ruševine stavbe je našel arheolog Vjatkin V. leta 1908.
Opazovalnica je bila zgrajena v obliki valja, 30,4 m in 46,4 m premera. 3-nadstropna zgradba je imela vgrajen velikanski marmornat sekstant z izjemnim polmerom 40,21 m za merjenje koordinat Sonca, Lune in drugih planetov. Sekstant je bil med arheološkimi izkopavanji še vedno dobro ohranjen. Njegov lok je šestina kroga (60 º). Lok sekstanta je omejen z dvema ovirama tlakovanima z marmorjem. Sekstant je prav usmerjen poldnevnik. Točke in številke so vklesane v marmor na površini in označujejo stopinje kroga. Azimutne izmere so bile izvedene na vodoravnem krogu na vrhu stavbe z drugimi inštrumenti, ki niso bili ohranjeni. V observatoriju so bili tudi drugi majhni merilni inštrumenti: sončna ura, zvezdna ura, astrolab, armilarne sfere in drugi.
Observatorij je imel veliko dvorano in veliko velikih in majhnih sob. Po Abd ar-Razzak Samarkandi in Bobur, so bile notranje stene opazovalnice opremljene z ilustracijami devetih nebesih sfer, 9 coelospher s stopinjami in minutami, sedem planetov, stalnih zvezd in globusom razdeljenim na podnebna območja, z gorami, morji, puščavami in drugim.
Eden izmed največjih dosežkov samarkandskih astronomov je bila izdaja »Ulugbeka zidž« in »Gurkanski zidž«. Ta katalog je še posebej pomembna zato, ker vsebuje grafikone, ki opisujejo 1018 zvezd. Samarkandski astronomi so delali na teh kartah daljše časovno obdobje in jih končali v letu 1437. Vendar pa so bile nekatere spremembe nenehne in so jih vključili v katalog po Ulugbegovi smrti.

### Afrosiab
Pred začetkom 8. stoletja je bil Samarkand v bližini severovzhodnih meja današnjega mesta. Mesto se je imenovalo Afrosiab po legendarnem kralju in je obsegalo več kot 200 hektarjev. Mesto je bilo zaščiteno z rečnimi stenami na severu in vzhodu in globokimi grapami na jugu in zahodu. Mnogi znanstveniki verjamejo, da je bil Afrosiab v Sogdianu glavno mesto Marakanda in je bilo uničeno v vojaških operacijah Aleksandra Velikega v 4. stoletju pred našim štetjem.
Edinstvenost Afrosiaba je bila velikost naseljenega mesta. Tukaj je bilo središče gospodarskega, kulturnega in političnega življenja v Zeravšanski dolini.
Lokalna izkopavanja so pokazala začetek nastajanja mesta. Na 80 m dolgem in 13 m visokem območju so našli monumentalne opekarne iz 5.–3. stoletja pred našim štetjem. Mestno obzidje iz tega obdobja je vidno na zahodu Afrosiaba, kjer je vidna zunanja fasada zidu. Datirana je v 3. st. pr. n. št. in je v celoti ohranjena. Ima številne pilastre in strelne line.
V bližini citadele so bile mestne četrti s hišami prebivalcev, templji, rezervoarji in tržnicami, vse obdano z zapleteno mrežo ulic, avenij in kanalov. V tem okrožju so našli znane stenske slikarije poveljnikov Samarkanda in 7.–8. stoletja našega štetja. Mesto je bilo močno uničeno v času invazije Džingiskana in kasnejših notranjih vojn v drugi polovici 13. stoletja. Potem je bil Afrosiab zapuščen.
Ostanki arheoloških izkopavanj so razstavljeni v muzeju Afrosiab, ki je znotraj arheološkega parka.

### Orientalski bazar
Vsako okrožje v Samarkandu ima bazar, vendar je največji prav tisti v starem delu mesta. Ta trg je poimenovan po okrožju v katerem je, to je Siab ali 'v prevodu staro mesto'. Leži v neposredni bližini mavzoleja in mošeje Bibi Kanum.
Na eni strani bazarja se prodaja samarkandski lepeškas, kruh posut s sezamom in pečen v posebni peči. Samarkandski kruh velja za najboljši kruh v celotnem Uzbekistanu, je težak in dolgo časa ostane svež ter okusen. Nekateri trgovci prodajajo razne oreščke in sladkarije, kot so kandirani mandlji in arašidi ter sadje, zelenjavo, riž, itd. Zelo priljubljeno je granatno jabolko, za katerega Uzbeki verjamejo, da poveča vitalnost. Še posebej rad ga je užival vladar Amir Timur. Po njegovem naročilu so pred prihajajočo vojaško akcijo vse kadi napolnili s sokom iz granatnih jabolk. Vojaki, ki so pili ta sok so bili močni in pogumni. Še vedno obstaja ogromna granitna posoda s prostornino 3000 litrov kot ostanek iz tistih časov. Zelo priljubljen je kišmiš (vrsta rozin). Za rdeči kišmiš se rozine posuši na soncu, medtem ko so rumene ali rjave rozine sušene v sencu oziroma sušilnici. Paša za oči in nos so uzbekistanske začimbe.
Barantanje je na orientalskih bazarjih tradicija. Pomemben je sam proces pogajanj in ne toliko denar. Včasih se izkušen prodajalec tudi razburja, če se blago kupi takoj, brez kakršnih koli pogajanj.

## Umetnost in obrt
Uzbekistanski obrtniki vseh generacij še danes ustvarjajo čudovite umetnine in oživljajo stare tehnike, ki so jih uporabljali njihovi predniki. Po njihovih izdelkih je veliko povpraševanje med ljubitelji orientalske umetnosti. Njihove mojstrovine krasijo številne galerije in zasebne zbirke po svetu.
Kot v prejšnjih časih, je Samarkand še danes eden največjih centrov obrti v Uzbekistanu. V mestu živijo in delajo potomci starih obrtniških šol za graviranje, rezbarjenje, šiviljci, lončarji in drugi. Najtežja obnovitvena dela nikoli ne opravijo brez njihovega sodelovanja. Danes je po teh mojstrih veliko povpraševanje in njihovo delo je zelo cenjeno. Tako ima ročno izrezljana lesena in okrašena vrata skoraj vsaka zasebna hiša v Samarkandu.
Rezbarije ganč, uzbekistanskih mojstrov, so ena izmed najbolj razširjenih oblik, uporabljenih za vegetativni in geometrijski okras arabesknih konstrukcij. Umetnost oblikovanja muqarnas na napuščih je posebna veja ganč rezbarjenja. Pomembne pa so tudi rezbarjene mreže imenovane panddžara.
Zelo stara je tradicija tkanja preprog. Preproge izdelujejo ženske, ki delajo na domu in v glavnem živijo na podeželju. V srednjem veku je bila umetnost vezenja v zlatu samo moška domena. Danes se s tem običajno ukvarjajo mlada dekleta. V Uzbekistanu obstajata dve šoli: ena v Buhari, druga pa v Samarkandu. Med seboj se razlikujeta po svojih vzorcih. Mojstri v Buhari uporabljajo neprekinjene okraske, medtem ko je v Samarkandu ornament sestavljen iz cvetja.
Vladna politika zelo spodbuja rokodelsko dejavnost in zagotavlja pomoč obrtnikom ter s tem ustvarja trajnostno okolje in spodbuja spoštovanje ljudi do svoje dediščine in tradicionalnih kulturnih vrednot. Oživitev tradicije obrti je sestavni del ohranjanja nacionalne kulture.

## Znani ljudje
- Amoghavajra, 8. stoletje, budistični menih, prevajalec svetih spisov Vadžrajane, eden od treh ustanoviteljev kitajskega ezoteričnega budizma;
- Abu Mansur Maturidi, sunitski teolog iz 10. stoletja;
- Nizami Aruzi Samarkandi, pesnik in pisatelj iz 12. stoletja;
- Suzani Samarkandi, pesnik iz 12. stoletja;
- Nadžib ad-Din-e-Samarkandi, učenjak iz 13. stoletja;
- Džamšid al-Kaši, astronom in matematik iz 15. stoletja;
- Šams al-Din al-Samarkandī, učenjak
- Mohamed Isma'il al-Buhari, eden izmed šestih uglednih zapisovalcev hadisa, pravil sunitskega islama.
- Navab Khvaja Abid Sidiki in Navab Kaziudin Siddiki, ded in oče Mira Kamarudina Sidiki Asaf Džah I, katerega dinastija je vladala Hiderabadu sedem generacij 1724-1951;
- Islam Karimov, prvi predsednik samostojnega Uzbekistana.

## Pobratena mesta
- Nišapur, Iran
- Buhara, Uzbekistan
- Balkh, Afganistan
- Merv, Turkmenistan
- Cuzco, Peru
- Lahore, Pakistan
- Lvov, Ukrajina
- Kairouan, Tunizija
- Eskişehir, Turčija
- Carigrad, Turčija
- İzmir, Turčija
- Khujand, Tadžkistan
- Banda Aceh, Indonezija

## Vir
- Samarkand. The city and the legends, DAVR NASHRIOTI, 2009, ISBN 978-9943-339-14-9
- Maalouf, Amin: Samarkand, roman v zbirki XX. stoletje